# Джимбешань
Джимбешань, Джимбешані (рум. Gimbășani) — село у повіті Яломіца в Румунії. Входить до складу комуни Косимбешть.
Село розташоване на відстані 110 км на схід від Бухареста, 9 км на схід від Слобозії, 101 км на північний захід від Констанци, 105 км на південний захід від Галаца.

## Населення
За даними перепису населення 2002 року у селі проживали 907 осіб, усі — румуни. Усі жителі села рідною мовою назвали румунську.